# Evelyn Zupke

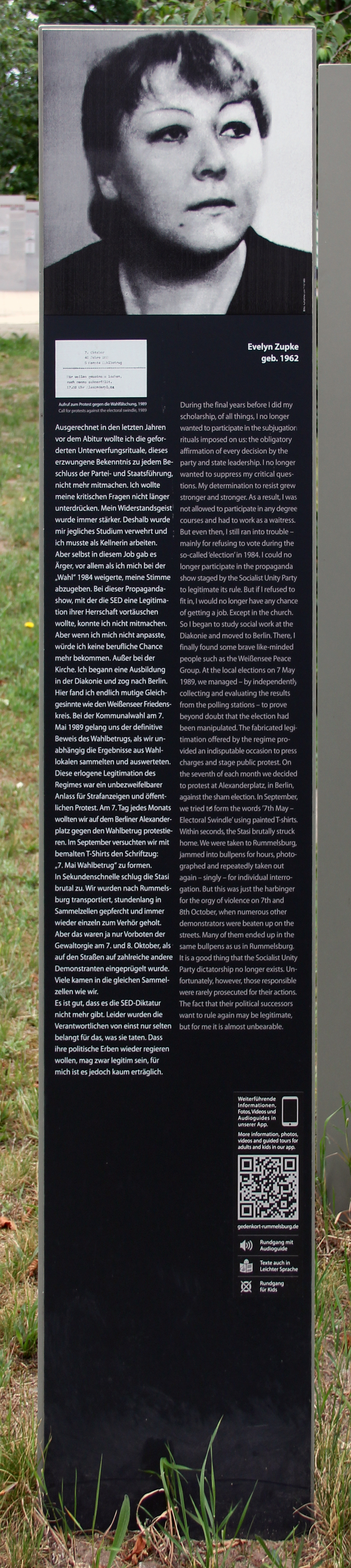
Dokumentationstafel, Friedrich-Jacobs-Promenade, in Berlin-Rummelsburg

Evelyn Zupke, geb. Wiehler (* 28. Februar 1962 in Binz) ist die erste Bundesbeauftragte für die Opfer der SED-Diktatur. Die ehemalige Bürgerrechtlerin in der DDR war Mitglied des Friedenskreises Weißensee und als Mitorganisatorin der Aufdeckung des Wahlbetrugs bei den Kommunalwahlen am 7. Mai 1989 an der friedlichen Revolution in der DDR beteiligt. Seit Juni 2021 ist sie Bundesbeauftragte für die Opfer der SED-Diktatur.

## Leben
Nach ihrem Abitur im Jahr 1980 durfte Zupke zunächst nicht studieren, da sie in der Schulzeit als unangepasst galt. Sie absolvierte daher von 1980 bis 1984 eine Ausbildung zur Kellnerin beim Freien Deutschen Gewerkschaftsbund (FDGB) im Feriendienst Binz. Nachdem sie von ihrer Arbeitsstelle zum Hochschulstudium delegiert worden war, lehnte sie ein Studium ab, um nicht der SED beitreten zu müssen. Nach weiteren Berufsjahren kam es auf der Arbeitsstelle zu Problemen, da sie sich nicht am „Zettel falten“ genannten Wählen beteiligen wollte. So wechselte Zupke in den sozialen Bereich und war von 1984 bis 1987 als pflegerische Hilfskraft für die Betreuung von Menschen mit geistiger Behinderung im Diakonischen Werk Ducherow der evangelischen Kirche in der DDR tätig. Zudem absolvierte sie von 1985 bis 1987 eine Fernausbildung zur Heilerzieherin beim Diakonischen Werk in der Stephanus-Stiftung in Berlin-Weißensee und war dort anschließend von 1987 bis 1990 als Heilerzieherin tätig. Nach dem Umzug nach Ost-Berlin arbeitete sie ab 1987 im Friedenskreis Weißensee, einer der oppositionellen Gruppen in der DDR mit.
Die Kommunalwahl am 7. Mai 1989 wurde von vielen Gruppen überall in der Deutschen Demokratischen Republik dazu genutzt, durch Beobachtungen sowie Auszählen und Kontrolle der Ergebnisse die betrügerischen Machenschaften des SED-Regimes zu beweisen. Für Berlin-Weißensee war es Evelyn Zupke gelungen, die Liste aller Wahllokale zu bekommen. Das war die Voraussetzung dafür, dass ein nahezu lückenloser Nachweis für den systematischen Wahlbetrug geliefert werden konnte. Auf konspirativem Weg wurden die tatsächlichen Ergebnisse an westliche Journalisten geleitet, die wiederum die Veröffentlichung in den Medien der Bundesrepublik Deutschland veranlassten.
In der Folgezeit war Zupke wesentlich beteiligt an der Organisation und Durchführung der öffentlichen Protestaktionen an jedem 7. des Monats um 17 Uhr unter dem Motto: „Nie genug vom Wahlbetrug“: am 7. Juni 1989 in der Sophienkirche, am 7. Juli auf dem Alexanderplatz, am 7. August in der Hoffnungskirche Berlin-Pankow, am 7. September und 7. Oktober wieder auf dem Alexanderplatz. Außerdem nahm sie ab September 1989 an der Dauermahnwache und dem Kontakttelefon in der Gethsemanekirche teil.
Nach dem Fall der Mauer widmete sich Zupke der politischen Arbeit in verschiedenen Bereichen. So saß sie 1989/90 am Runden Tisch in Berlin-Weißensee, arbeitete im Komitee zur Auflösung des Amtes für Nationale Sicherheit mit und war am 18. März 1990 Mitglied der Wahlkommission bei der ersten und letzten demokratischen Wahl in der DDR. Zudem arbeitete sie in der Initiative Frieden und Menschenrechte (IFM) und im Matthias-Domaschk-Archiv der Robert-Havemann-Gesellschaft.
Danach war Zupke wieder im sozialen Bereich tätig. So arbeitete sie von 1994 bis 1996 während eines Aufenthaltes in der Republik Irland in der Sozialen Arbeit und anschließend von 1997 bis 2007 in der Sozialen Arbeit mit Menschen mit psychischer Erkrankung bei der Albert Schweitzer Stiftung Berlin. Seit 2008 ist sie Sozialpädagogin in der ambulanten Eingliederungshilfe für Menschen mit psychischer Erkrankung bei Fördern & Wohnen AöR Hamburg.
Im Jahr 2011 nahm Zupke ein Studium an der Evangelischen Hochschule für Soziale Arbeit & Diakonie im Studiengang Soziale Arbeit auf. Dort geriet sie in schwere Auseinandersetzungen mit den Dozenten sowie der Hochschulleitung über die Lehrauffassung zur Sozialen Arbeit in der DDR sowie über angebotenes Lehrmaterial von Eberhard Mannschatz, welcher in der DDR führend für den Geschlossenen Jugendwerkhof Torgau sowie für die Einrichtung von Spezialheimen für schwer erziehbare Kinder und Jugendliche verantwortlich gewesen sei. Zupke wurde auf eigenen Wunsch exmatrikuliert. Sie erwarb in den Jahren 2012 und 2013 stattdessen die Zusatzqualifikation zur Fachberaterin für Psychotraumatologie.
Zupke führt seit 2004 regelmäßig Zeitzeugengespräche an Schulen und anderen Bildungseinrichtungen, unter anderem für die Deutsche Gesellschaft e. V.
Am 5. März 2009 wurde Evelyn Zupke durch die Fraktion Bündnis 90/Die Grünen im Berliner Abgeordnetenhaus als Stellvertretendes Mitglied der 13. Bundesversammlung benannt. Als solche nahm sie an der Wahl des Bundespräsidenten am 23. Mai 2009 teil.
Sie ist seit 2020 Mitglied des Beirates für den Härtefallfonds des Berliner Beauftragten zur Aufarbeitung der SED-Diktatur.
Am 10. Juni 2021 wählte der Deutsche Bundestag Evelyn Zupke zur ersten Bundesbeauftragten für die Opfer der SED-Diktatur, einem neu geschaffenen Amt des Deutschen Bundestages. Die bisher von der Stasi-Unterlagen-Behörde verwahrten Unterlagen des MfS und deren Personal werden mit Stichtag 17. Juni 2021 vom Bundesarchiv übernommen.
Evelyn Zupke ist verheiratet und hat einen Sohn.

## Auszeichnungen
- 2001: Verdienstorden des Landes Berlin
- 2008: Stiftungspreis 2007 der Ludwig-Schlaich-Stiftung für die Facharbeit „Die Spuren der Vergangenheit als Chance für die Zukunft“